# C/2013 A1 (Siding Spring)
C/2013 A1 (Siding Spring) – kometa z Obłoku Oorta odkryta 3 stycznia 2013 przez Roberta McNaughta z Obserwatorium Siding Spring w Nowej Południowej Walii. 19 października 2014 kometa przeleciała w odległości około 140 tysięcy kilometrów od Marsa.

## Nazwa
Kometa C/2013 A1 otrzymała nazwę obserwatorium astronomicznego, w którym została odkryta – Siding Spring. „C/” oznacza kometę jednopojawieniową (non-periodic według definicji Międzynarodowej Unii Astronomicznej), „2013” to rok odkrycia, „A” oznacza pierwszy pół-miesiąc (1-16 stycznia), a „1” oznacza, że była to pierwsza kometa odkryta w tym okresie.

## Odkrycie
Kometę odkrył 3 stycznia 2013 Robert McNaught z Obserwatorium Siding Spring w Nowej Południowej Walii, wykonując zdjęcia półmetrowym teleskopem Schmidta. Astronom dokonał odkrycia w bardzo dobrze wyposażonym obserwatorium wybudowanym w Parku Narodowym Warrumbungle na górze Woorat położonej 1165 m n.p.m., około 400 km na północ od Sydney. McNaught odkrył kometę, która porusza się po hiperbolicznej orbicie. Nachylenie orbity komety do płaszczyzny Układu Słonecznego jest tak duże, że porusza się ona niemal ruchem wstecznym. Już po odkryciu komety analiza wcześniejszych zdjęć z 4 października i zdjęć Catalina Sky Survey z 8 grudnia 2012 potwierdziła jej istnienie.

## Charakterystyka

### Budowa fizyczna
Na podstawie dotychczasowych obserwacji średnicę jądra komety oceniono na 3 do 30 kilometrów (aktualizacja z 10 lipca 2014). Obserwacje pozwoliły uściślić parametry komety, wcześniej oceniano, że jądro ma dwa kilometry, ale okazało się mniejsze. Okres rotacji komety wyznaczono na osiem godzin, co było zgodne z wcześniejszymi obserwacjami.

### Orbita

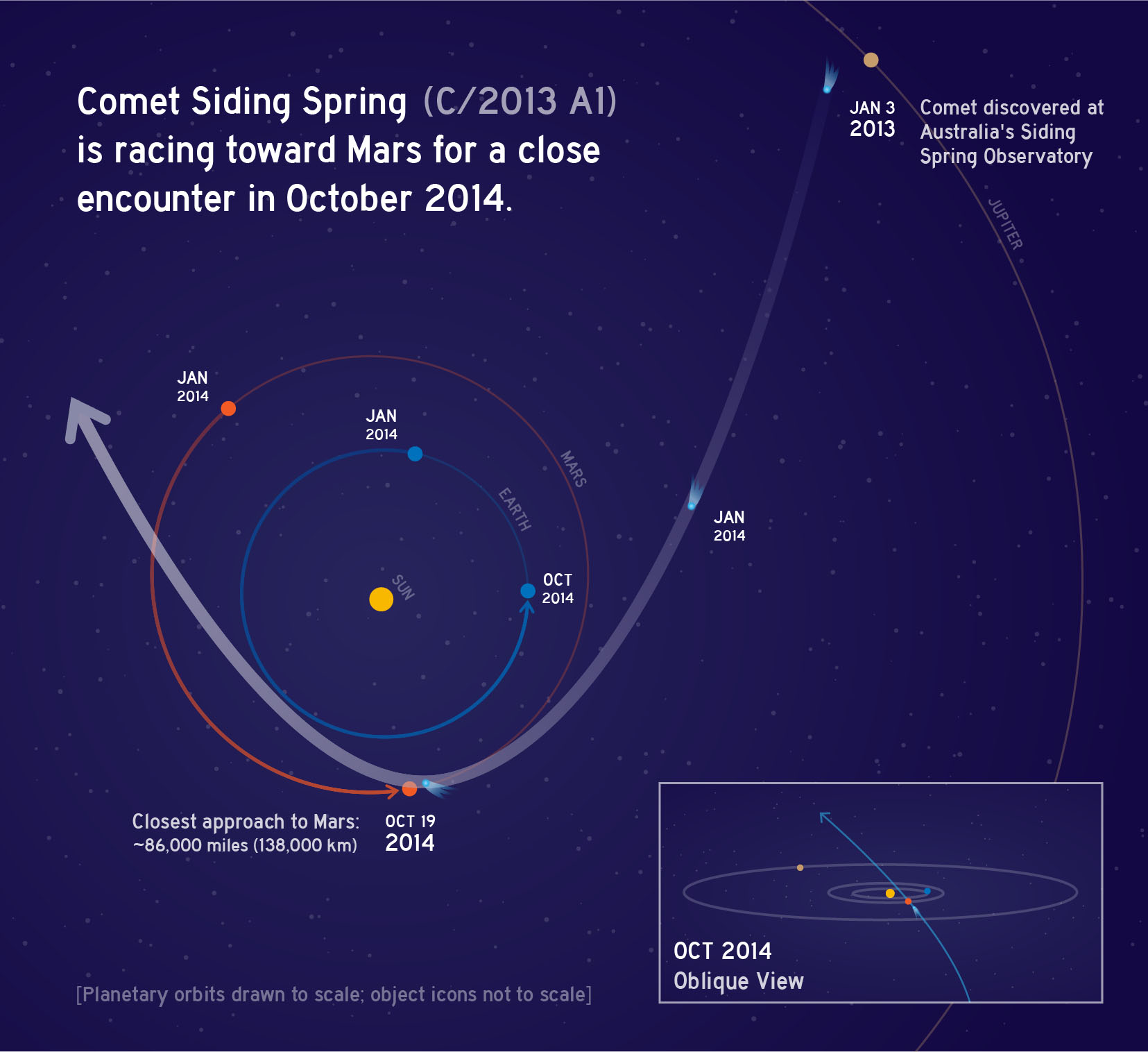
Orbita komety pokazana w momencie jej najbliższego zbliżenia do Marsa

W momencie jej odkrycia kometa znajdowała się w odległości 7,2 au od Słońca. Dane obserwacyjne opublikowane do 13 października 2014 obejmujące okres 739 dni (do 13 października 2014) pozwoliły  dokładniej obliczyć elementy orbity komety. Według nich kometa miała przelecieć bardzo blisko Marsa 19 października 2014 i ominąć tę planetę w odległości około 0,000941 j.a. czyli ok. 140,8 tys. km (±0,5 tys. km). Odległość ta jest najmniejszą ze znanych i obserwowanych odległości komet od jakiejkolwiek planety wewnętrznej. Kometa przeleciała obok Marsa z prędkością 56 km/s. Kilkanaście minut później kometa znalazła się w polu widzenia jednego z instrumentów pracujących na powierzchni Marsa – łazika Opportunity, który wykonał jej zdjęcia. W peryhelium 25 października 2014 zbliżyła się do Słońca na odległość 1,396 jednostki astronomicznej.
Pierwotne obliczenia na podstawie pierwszych obserwacji wskazały na prawdopodobieństwo zderzenia komety z Marsem. Jak na podstawie niespełna 60 dni obserwacji obliczył rosyjski miłośnik astronomii Leonid Elenin, pracownik Keldysh Institute of Applied Mathematics, kometa mogła zbliżyć się do Marsa na odległość 40 tysięcy kilometrów. Astronomowie z Jet Propulsion Laboratory szacowali wówczas prawdopodobieństwo zderzenia komety na 0,01–1%. Gdyby kometa o takich rozmiarach uderzyła w Marsa, przy wypadkowej prędkości ponad 200 tysięcy km/h i założonej maksymalnej średnicy jądra, na Marsie powstałby krater o średnicy 500–800 km i głębokości prawie 10 km. Należałby on do największych znanych w Układzie Słonecznym.

## Zbliżenie do Marsa

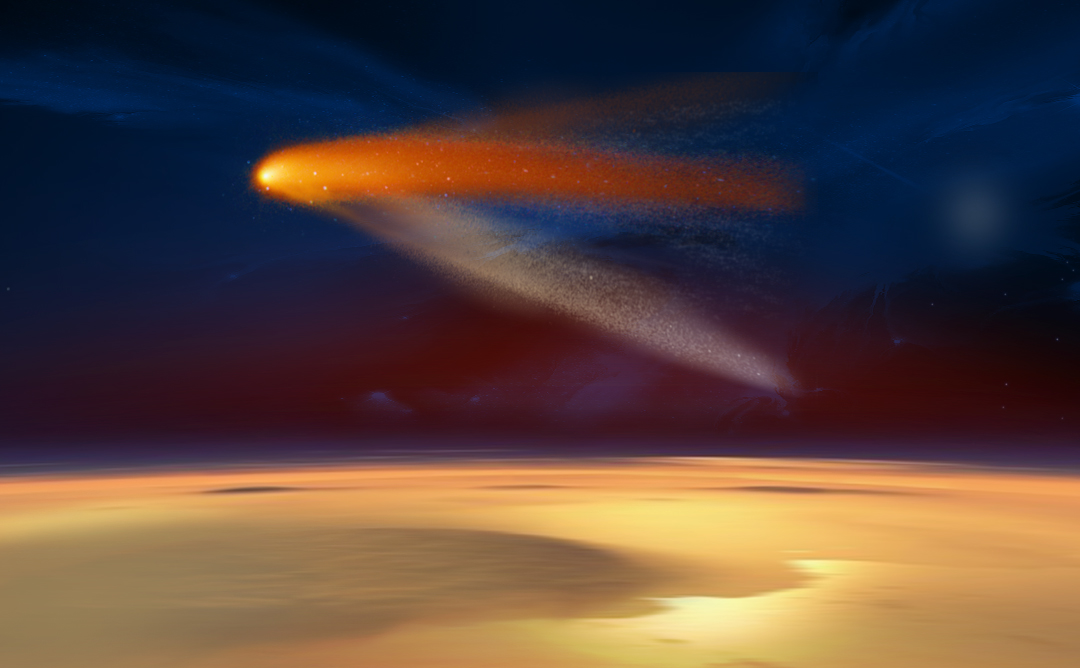
Wizja artystyczna komety przelatującej w pobliżu Marsa

Naukowcy z NASA zaplanowali przeprowadzenie szeregu eksperymentów i badań, wykorzystując instrumenty orbiterów i łazików marsjańskich. Badane miały być między innymi jądro, koma oraz warkocz. Łazik Curiosity został tak przeprogramowany, by mógł wykonywać zdjęcia i filmy przelatującej komety swoim 100-milimetrowym obiektywem, który znajduje się na jego wyposażeniu. Sonda MAVEN miała zbadać gazy pochodzące z jądra oraz komy, a także wpływ przelatującej komety na górne warstwy atmosfery Marsa oraz oddziaływanie wiatru słonecznego na komę. Mars Odyssey Orbiter miał badać właściwości termiczne oraz widmo jądra, komy i warkocza. Zaplanowano, że Mars Reconnaissance Orbiter (MRO) będzie monitorować także atmosferę planety, poszukując ewentualnego wahania jej temperatury oraz wpływu na tworzenie się w niej lokalnych zagęszczeń.
Oceniono, że cztery krążące i pracujące na orbicie sondy oraz lądowniki będą narażone na bezpośrednie oddziaływanie drobnych fragmentów komety, które znajdą się w komie. Na powierzchni pracuje łazik Curiosity i Opportunity, które również są narażone na niespalone w rzadkiej marsjańskiej atmosferze meteoryty. Okres największego zagrożenia miał nastąpić około godziny po zbliżeniu się jądra kometarnego do Marsa i trwać około 20 minut, gdy planeta weszła w centrum obszaru warkocza pyłowego. Sonda Mars Reconnaissance Orbiter wykonała już dwa manewry korekty orbity (w lipcu i sierpniu 2014) tak, by w momencie największego zagrożenia być po drugiej stronie Marsa. Zespół operacyjny sondy 2001 Mars Odyssey podobny manewr wykonał na początku sierpnia 2014. Zespół kierujący pracami MAVEN zaplanował dodatkowy manewr na orbicie na 9 października 2014.
W momencie zbliżenia do Marsa, oglądana z Ziemi C/2013 A1 poruszała się od strony nieba południowego i spotkała się z Marsem w gwiazdozbiorze Wężownika 19 października 2014. Przewidywano, że największe zbliżenie nastąpi około godziny 18.33 UT. Mars w październiku 2014 był oddalony około 60° od Słońca, widoczny wieczorem po zachodzie Słońca, ale nisko nad horyzontem. Im bardziej na południe, tym wyższe położenie planety nad horyzontem i lepsze warunki do obserwacji. Odległość Marsa od Ziemi wynosiła ponad 1,6 j.a., średnica kątowa tarczy Marsa 5,8″, a jasność +1m. Według niektórych przewidywań kometa w pobliżu Marsa miała być od niego jaśniejsza, a sam Mars znajdować się tego dnia w otoczce kometarnej. 
Trzy sondy kosmiczne przeprowadziły obserwacje przelotu komety w pobliżu Marsa – MAVEN, Mars Reconnaissance Orbiter oraz Mars Express. Naukowcom udało się ustalić własności jądra komety i zbadać wpływ przelotu na marsjańską atmosferę. W efekcie przelotu wytworzyła się tymczasowa warstwa jonów w atmosferze. NASA podkreśla, że po raz pierwszy udało się prześledzić związek konkretnego deszczu meteorów z utworzeniem się warstwy w atmosferze. Czegoś takiego nie udało się do tej pory zaobserwować nawet w przypadku ziemskiej atmosfery. Udało się także bezpośrednio zbadać skład cząstek pyłu kometarnego, wykryć osiem różnych jonów metali (w tym jonów sodu, magnezu i żelaza). Tutaj również NASA podkreśla, że to pierwsze w historii pomiary dla pyłu pochodzącego z Obłoku Oorta. Radar sondy MRO odnotował zaburzenia w uzyskanych obrazach spowodowane przejściem sygnału przez tymczasową warstwę jonów. Po analizie uzyskanych danych udało się określić, że gęstość elektronowa po nocnej stronie wzrosła chwilowo dziesięciokrotnie w stosunku do notowanych zazwyczaj wielkości. Natomiast instrumenty sondy Mars Express zarejestrowały tymczasowy skok wzrostu gęstości elektronowej w kilka godzin po przelocie komety.